# Géraldine Bourbeau
Pour les articles homonymes, voir Bourbeau.
Géraldine Bourbeau, née le 23 juin 1906 à Lynn (Massachusetts) et décédée le 16 août 1953 à Québec, est une peintre, céramiste, professeure et critique d'art canadienne.

## Biographie
Géraldine Bourbeau naît le 23 juin 1906 à Lynn (Massachusetts) de parents canadiens-français. Après des études chez les sœurs Grises et les Sœurs de Saint-Antoine, elle entreprend des études à l'École des beaux-arts de Montréal. C’est une peintre de grande classe et elle mérite tous les prix possibles aux Beaux-Arts : modelage, peinture, modèle vivant, dessin ». En même temps que sa formation en arts, elle étudie le chant auprès du réputé ténor Rodolphe Plamondon et le piano auprès de Paul Lafrance.
En 1942, elle fait la rencontre du père Couturier qui la marque pour le reste de sa vie «…tant sur le plan spirituel que sur le plan artistique et esthétique ». L’année suivante, en 1943, elle obtient un diplôme de l'École du Meuble de Montréal.
En 1944, elle donne des cours d’initiation à l’art à Montréal et présente une exposition des dessins d’enfants au manoir des Pères Dominicains. Elle présentera ainsi des expositions de dessins d’enfant pendant plusieurs années.
Toujours en 1944, elle fait la rencontre de la peintre Louise Gadbois et elle deviendra la muse et le modèle de prédilection de Mme Gadbois qui fera son portrait de nombreuses fois jusqu’à sa mort,,.
En 1945, elle donne une causerie sur L'enfant et la peinture au Studio d’Art de l'Association des Parents de Notre-Dame-de-Grâce (Montréal. Ne délaissant pas le chant pour autant, en février 1946, elle chante au mariage de Mlle Alberte Décarie et de Jean-Louise Bourassa.
En février 1947, elle inaugure des cours de peinture, des cours d’histoire de l’art à Trois-Rivières, cours qui seront suivis de cours de céramique et de modelage. Le peintre Raymond Lasnier est l'un de ses élèves. Chaque année elle organise une exposition du travail de ses élèves àTrois-Rivières, et ce, jusqu’à son décès.
Toujours en 1947, elle devient critique d'art à la  Liaison et, pendant quatre ans, elle rédigera 34 chroniques sur les arts visuels. Le Père Couturier dit « qu’elle avait une intuition remarquable et possédait toutes les qualités pour remplir cette tâche ingrate » et le journaliste et écrivain Victor Barbeau — fondateur de la revue Liaison — dit d’elle : « Sans nom, sans réputation, elle entreprend le siège de la médiocrité, du faux-semblant, de la démesure. Elle le mènera pendant quatre ans, inébranlable et inébranlée en ses positions, décisionnaire, autoritaire, agressive, mordante, de la meilleure foi et le plus naturellement du monde ». En effet, Géraldine Bourbeau prend des décisions tranchées dans ses critiques. C’est ainsi qu’elle écrit : « l’automatisme (essentiellement langue écrite) ne peut apporter… absolument rien en peinture».
En 1949, elle fonde une école d'enseignement des arts pour les jeunes à Trois-Rivières. L’auteur québécois Claude Jasmin dans son roman autobiographique Anita, une fille numérotée — roman décrivant la bohème des années 50 à Montréal — rapporte ainsi les propos de Géraldine Barbeau qui parle « de ce maudit art moderne décadent » et qui déclare : « Je suis une femme de plume qui a un besoin viscéral de travail physique, de travailler de ses mains, un besoin concret».
Toujours la même année, elle retourne à l’École du meuble de Montréal pour y étudier la céramique et elle suit des cours auprès du célèbre céramiste Pierre-Aimé Normandeau. Elle modèle d’abord des statuettes aux drapés simples puis elle enchaîne avec des maternités et « des visages de saintes d’une grande intensité d’expression».
En 1951, Géraldine Bourbeau reçoit un prix spécial de L’École du meuble : une attestation d’études aux élèves qui ont « suivi des cours spéciaux », pour la céramique. En 1952, elle présente trois sous-glaçures à l’exposition d’art religieux de Québec.
Elle décède à l’âge de 47 ans le 16 août 1953 à l’hôpital de l’Enfant-Jésus de Québec, des suites des blessures subies lors d’un accident de voiture. Elle est inhumée au cimetière du Cap-de-la-Madeleine.
Au moment de son décès, madame Bourbeau dirigeait « trois cours de peinture dont un groupe d’enfants, une classe d’assistantes sociales et enfin un autre groupe d‘une vingtaine d’élèves ».
Selon plusieurs de ses élèves, Mme Bourbeau avait le don d’éveiller un amour de l’Art en eux.
L’oeuvre de Géraldine Bourbeau même si elle est de qualité, est fort peu connue des gens parce que, tout comme Cézanne, elle détruisait ses oeuvres au fur à mesure. Géraldine Bourbeau a enseigné à Québec, à Montréal, à Granby, à Saint-Jean-d’Iberville et surtout à Trois-Rivières. Plusieurs artistes de chez nous, bien en vue aujourd'hui se réclament de son enseignement.

## Son art
La carrière de Géraldine Bourbeau comprend un travail artistique très important même s’il est peu abondant, un travail de critique d’art à la revue Liaison et un travail d’enseignement qui prend une place prépondérante dans sa vie.
Artistiquement, le dessin de Géraldine Bourbeau est solide, sensible ; les tons sont raffinés, les couleurs franches et « ses portraits possèdent cette qualité picturale qui fait un portrait non pas un cliché, mais une oeuvre d’art, une oeuvre en profondeur ». Quant à ses toiles et tableaux, ils « se situent dans la lignée des Cézanne et trahissent aussi l'enseignement du père Couturier. Oeuvres figuratives, souvent religieuses, aux couleurs douces et au style énergique ».

## Critique d’art à la revueLiaison
Géraldine Bourbeau rédige 34 chroniques sur les arts visuels à la revue Liaison et, grâce à sa culture et son intuition, elle fait partie du groupe qui a le plus d’autorité en matière de critique avec, entre autres, Victor Barbeau.

## Expositions
- 1951 : Musée du Québec
- 1951 : Exposition Art sacré, Québec
- 1952 : École du Meuble de Montréal

## Œuvres

### Publications
Voici quelques titres des critiques faites par Mme Bourbeau dans la revue Liaison . Sources principales : BAnQ et Le Devoir.
- 1947 : Expositions, Géraldine Bourbeau, Liaison , Montréal : Vol. 1, no 3 (mars 1947), pp. 170-171.
- 1947 : Louise Archambault, sculpteur, Géraldine Bourbeau, Liaison , Montréal : Vol. 1 (mai 1947), p. 307.
- 1947 : Goodridge Roberts, Géraldine Bourbeau, Liaison , Montréal : Vol. 2 (juin 1947), p. 361.
- 1947 : Les jeunes exposent, Géraldine Bourbeau, Liaison , Montréal : Vol. 2, no 7, (septembre 1947), p. 429-430.
- 1947 : Exposition Mimi Parent, Géraldine Bourbeau, Liaison , Montréal : Vol. 2, no 8 (octobre 1947), p. 494 ; Surréalisme, p. 610.
- 1947 : Le retable, Claire Fauleux, Géraldine Bourbeau, Liaison , Montréal : Vol. 2, no 9 (novembre 1947).
- 1948 :  Les expositions : Mousseau-Riopelle, Marjorie Smith, Michelle Rémillard, Géraldine Bourbeau, Liaison , Montréal Vol. 2, no 10 (janvier 1948).
- 1948 : Prisme d’yeux monsieur Borduas et l’automatisme et On demande un grammairien, Géraldine Bourbeau, Liaison , Montréal : Vol. 2, no 13 (mars 1948).
- 1948 : Salon du printemps, Géraldine Bourbeau, Liaison , Montréal : Vol. 2, no 14 (avril 1948).
- 1948 : Un groupe de céramistes, Paul-Émile Borduas, Géraldine Bourbeau  Liaison , Montréal : Vol. 2, no 16 (juin 1948).
- 1948 : Goodridge Roberts, Les arts et Les expositions, Géraldine Bourbeau, Liaison , Montréal : Vol. 2, no 20 (octobre 1948), p. 494.
- 1948 : Les expositions, Géraldine Bourbeau, Liaison , Montréal : Vol. 2, no 21 (novembre 1948).
- 1948 : Regards sur la jeune sculpture américaine, Géraldine Bourbeau, Liaison , Montréal : Vol. 2, no 22 (décembre 1948).
- 1949 : Louise Gadbois - Charles Daudelin - Pierre Normandeau et La culture, Géraldine Bourbeau, Liaison , Montréal : Vol. 3, no 23 (mars 1949), pp. 171-174.
- 1949 : Borduas, et De Tonnancourt, l’École du Meuble, Géraldine Bourbeau, Liaison , Montréal : no 24 (juin 1949), p. 357.
- 1949 : Les expositions, Géraldine Bourbeau, Liaison , Montréal : no 27 (septembre 1949).
- 1950 : critique d’art de MM. Gauthier et Beaulac, Géraldine Bourbeau, Liaison , Montréal : no 31 (janvier 1950).
- 1950 : Exposition française, anglaise et américaine, Géraldine Bourbeau, Liaison , Montréal : no 32 (février 1950).
- 1950 : Les expositions de Normand Hudon - Ferron - Mousseau, Géraldine Bourbeau, Liaison , Montréal : no 33 (mars 1950), p. 178.
- 1950 : Les expositions, Géraldine Bourbeau, Liaison , Montréal : no 34 (avril 1950).
- 1950 : Inquiétudes des critiques d’art, Géraldine Bourbeau, Liaison , Montréal : vol. 4, no 36, (septembre 1950), p. 356.
- 1950 : Marcel Baril, peintre-graveur, Géraldine Bourbeau, Liaison , Montréal : vol. 4, no 37, (octobre 1950), p. 429.
- 1950 : N’en déplaise à nos rapins, nous avons une tradition, Géraldine Bourbeau, Liaison , Montréal : Vol. 4, no 39, (décembre 1950), p. 553.
- 1951 : L’art de Louise Gadbois, Géraldine Bourbeau, La Revue populaire magazine littéraire illustré, Montréal : vol. 44, no 7 (juillet 1951), p. 4.

### Publications sur Géraldine Bourbeau
- 1954 : Géraldine Bourbeau, peintre, céramiste, critique d’art, conçu et réalisé par Victor Barbeau avec la collaboration de Louise Gadbois, Montréal, Victor Barbeau Éditeur, 156 p., 18 f. de planches : ill., portr. ; 24 cm.
- 1954 : Souvenirs de Géraldine Bourbeau, Aline Piché-Whissell, revue Arts et pensée, Montréal, no 16 (mars 1954), p. 105-107.
- 1954 : Hommage à Géraldine Bourbeau, La Revue populaire magazine littéraire illustré mensuel, Montréal, vol. 47, no 11 (novembre 1954), p. 105-107, note(s) : comporte un autoportrait ainsi que des reproductions de ses oeuvres.
- 1955 : La réfugiée : Géraldine Bourbeau, Rina Lasnier, Les Carnets viatoriens, Joliette, vol. 20, no 1 (janvier 1955), pp. 37-41.

Et plusieurs articles dans Le Nouvelliste.

## Honneurs
- 1944 : à partir de 1944, la peintre Louise Gadbois fait plusieurs portraits de Géraldine Bourbeau[26].
- 1953 : exposition hommage de 100 toiles à la suite du décès de Géraldine Bourbeau sur la rue Des Forges à Trois-Rivières[27].
- 2011 : des céramiques de Géraldine Bourbeau font partie de l’exposition présentant l’histoire de la « formation de céramistes dans le Québec de l’après‐guerre sous le régime de Maurice Duplessis, puis des succès que ces céramistes ont connus dans la période dite de la Révolution tranquille et du Québec moderne[28]… »

## Musées et collections
- Collection Victor Barbeau[29],[30]
- Musée Pierre-Boucher
- Musée national des beaux-arts du Québec[31]

## Portraits inspirés de l'artiste
- Louise Gadbois, La Réfugiée, 1940-1941, Musée national des beaux-arts du Québec[32]
- Louise Gadbois, Sans titre [portrait de Géraldine Bourbeau], Musée d'art de Joliette[33]
- Raymond Lasnier, Géraldine Bourbeau, vers 1950, Musée national des beaux-arts du Québec[34]